# 【eN】
【eN】（えん）は、日本の女性アイドルグループである。プリュ所属。2019年11月に前身グループである「TOKYO SWEET PARTY」をリニューアルする形で結成された。愛称は「えんちゃん」。

## 概要
色んな縁【eN】が重なって、バラバラだった点が1つの円【eN】になる。【eN】のライブで「人生を豊かに！」Enrich life、をコンセプトに活動している。ファンを「エンサー」と呼称している。

## 略歴
2019年
11月11日、【eN】として新体制開始
2020年
3月1日、高橋那々美と真城もなこが加入。
6月20日、無観客配信ライブを以って北野めぐみと雪平菜奈が卒業。
7月28日、真城もなこの脱退を発表。
8月8日、新井妃菜乃と宮坂杏が加入。
11月、1周年記念単独公演『【eN】１周年ワンマンライブ〜永eNの絆〜』Veats SHIBUYA
12月、「無限大Shooter」のミュージックビデオを公開
2021年
2月14日、「ぐるぐる」のミュージックビデオを公開。
2月22日、高橋那々美の脱退を発表。
3月、東名ツアー『ふたりぞら あの日の言葉…』名古屋X-HALL
4月4日、東名ツアー『ふたりぞら あの日の言葉…』恵比寿CreAto
4月6日、新井妃菜乃の脱退を発表。
5月20日、サブスクリプションにて楽曲配信開始。
8月1日、下北沢シャングリラで開催された東名阪ツアーFinal『4人の絆は永遠だから。』を以って米倉みゆが卒業。
9月2日、桜井紗稀、水守あき奈、蒼井ふうが加入し、新体制開始。翌3日に青山Rizmで開催されたSymdolick Presents 『ignition』 VOL.4にてお披露目
11月28日、渋谷DESEOで開催された定期公演を以って水守あき奈が卒業。
2022年
5月29日、渋谷DESEOで開催された定期公演で鈴羽さくらが加入。
9月4日、秋葉原P.A.R.M.Sで開催された卒業公演を以って成瀬せな、桜井紗稀が卒業。
9月14日、楠あいな、加藤乃演が加入。
2023年
1月21日、新宿ReNYにて【eN】2nd oneman live「adveNture-DEX.1-ゴールド」開催。
3月26日、やまだなみ、宮坂杏が卒業。
5月24日、立花けいな、小鳥遊春乃が加入。
2025年
4月12日、鈴羽さくらが卒業。
4月27日、29日より加入予定だった、えだまめももかに虚偽の申告内容が発覚、契約解除。
4月29日、真野かのが加入。

## メンバー
| 名前                       | 愛称       | 担当色       | 誕生日  | 出身地 | 備考                                |
| -------------------------- | ---------- | ------------ | ------- | ------ | ----------------------------------- |
| 蒼井ふう あおい ふう       | ふーちゃん | 青           | 9月19日 | 福島県 |                                     |
| 楠あいな くすのき あいな   | あいな     | 白           | 8月15日 | 京都府 | 元青空のプラネタリウム              |
| 加藤乃演 かとう のんの     | のんの     | 黄色         | 5月12日 | 広島県 |                                     |
| 立花けいな たちばな けいな | けいな     | オレンジ     | 1月19日 | 千葉県 | 元ELECTRIC JELLYFISH→元FullScratchU |
| 小鳥遊春乃 たかなし はるの | はるの     | 赤           | 4月30日 | 新潟県 |                                     |
| 真野かの まの かの         |            | ベビーピンク | 3月14日 |        |                                     |

### 旧メンバー
| 名前                       | 担当色   | 誕生日   | 出身地 | 卒業・脱退 | 備考                                                         |
| -------------------------- | -------- | -------- | ------ | ---------- | ------------------------------------------------------------ |
| 北野めぐみ きたの めぐみ   | 緑       | 12月14日 | 北海道 | 2020年6月  | 元TOKYO SWEET PARTY                                          |
| 雪平菜奈 ゆきひら なな     | 青       | 1月25日  |        | 2020年6月  | 後にChou2Precede                                             |
| 真城もなこ ましろ もなこ   | 白       | 3月17日  |        | 2020年7月  | 元Leo-Wonder                                                 |
| 高橋那々美 たかはし ななみ | 紫       | 9月7日   |        | 2021年2月  |                                                              |
| 新井妃菜乃 あらい ひなの   | 青       |          | 長野県 | 2021年4月  |                                                              |
| 米倉みゆ よねくら みゆ     | 赤       | 6月30日  | 茨城県 | 2021年8月  | 後にめり～ぽっぴん                                           |
| 水守あき奈 みもり あきな   | 緑       | 1月27日  |        | 2021年11月 |                                                              |
| 成瀬せな なるせ せな       | 黄色     | 6月9日   |        | 2022年9月  |                                                              |
| 桜井紗稀 さくらい さき     | 白       | 3月11日  | 千葉県 | 2022年9月  | 元サンスポアイドルリポーター→メルティーハート 後にMila bijou |
| やまだなみ やまだ なみ     | 桃色     | 6月20日  | 埼玉県 | 2023年3月  | 元むすびズム 後にめり～ぽっぴん                              |
| 宮坂杏 みやさか あん       | オレンジ | 9月20日  | 千葉県 | 2023年3月  |                                                              |
| 鈴羽さくら すずは さくら   | 紫       | 11月30日 | 東京都 | 2025年4月  |                                                              |

## 作品
振付：主に槙田紗子

### 配信シングル・EP
1. en rich life（2020年6月23日）[19]
2. en rich life 2（2021年5月23日）
3. 全力全開ファンファーレ（2021年6月13日）
4. dlessはっぴーす!（2022年9月3日）

## ライブ
- サコフェス